# Parêherouenemef (fils de Ramsès II)
Pour les articles homonymes, voir Parêherounemef.
Parêherouenemef (parfois écrit Rêherouenemef, « Rê est à sa droite ») est un prince d'Égypte et troisième fils de Ramsès II,.

## Biographie
Parêherouenemef est le troisième fils de Ramsès II et le deuxième de la grande épouse royale Néfertari. Compte tenu de son rang parmi les princes, Parêherouenemef est né au cours du règne de son grand-père Séthi Ier,. Si le prince devait être trop jeune pour avoir un quelconque rôle militaire lors des affrontements du début du règne de son père, le prince a probablement fait carrière dans l'armée, et plus spécéfiquement dans l'unité de charrerie. Le roi semble avoir décidé d'attacher un soin particulier à l'entretien des chevaux, et il est possible que cette charge ait été confiée au prince Parêherouenemef.
Le prince est attesté par plusieurs éléments :
- le prince est présent sur la façade du petit temple d'Abou Simbel, comme tous ses frères et sœurs nés de la grande épouse royale Néfertari ; Parêherouenemef est positionné aux pieds des représentations centrales de son père - plus spécifiquement à côté de la jambe la plus externe de chacune des deux représentations - en tandem avec son frère aîné Amonherkhépeshef, qui lui est représenté à côté de la jambe la plus interne[6] ;
- dans la scène de la « fuite des enfants royaux » de la bataille de Qadesh figurée sur le pylône du Ramesséum, il est le seul fils royal à être mentionné par son nom ; il y a reçoit d'ailleurs les titres de « grand général et premier charrier de Sa Majesté », titres répétés dans la grande majorité de ses attestations[4] ;
- un autre relief du Ramesséum, dans l'angle sud-ouest de la première cour, figure le prince au milieu de militaires : une vingtaine de personnages répartis en deux groupes qui se font face sont séparés par une colonne de hiéroglyphes qui concerne le prince, premier personnage à droite : « le fils royal de son ventre, son aimé, le premier charrier de Sa Majesté, le responsable des chevaux du Maître des Deux Terres Rêherouenemef »[5] ;
- une statue acéphale datée d'avant l'an 21 par la graphie de la titulature du roi, de provenance inconnue et conservée à Glasgow mentionne les titres suivants[4] :

« Le fils royal, le premier charrier de Sa Majesté Parêherouenemef. »
— Inscription du pagne
« [Le fils royal de son ventre, son aimé,] celui qu'a enfanté la grande épouse royale, le scribe royal, le responsable des chevaux Parêherouenemef. »
— Inscription du pilier dorsal
« Le noble chef de l'armée de Sa Majesté, le premier des braves, le fils royal de son ventre, son aimé, le premier charrier de Sa Majesté Parêherouenemef. »
— Inscription du côté gauche
- une plaquette, appartenant avant à la collection McGregor, mentionne le prince et précise : « le fils royal qu'a enfanté la grande épouse royale, le chef des archers Parêherouenemef, juste de voix »[4] ;
- un scarabée conservé à Bâle mentionne également « le noble responsable des chevaux, le fils royal Parêherouenemef »[5] ;
- enfin un bloc du Sinaï mentionne deux princes, Parêherouenemef et Montouherkhépeshef, qui se partagent le titre de « premier charrier de Sa Majesté » ; s'il est possible que cette inscription renvoie aux princes Parêherouenemef et Montouherkhépeshef, fils de Ramsès II, qui ont bien porté ce titre, il est également possible que cette inscription concerne les princes Parêherouenemef et Montouherkhépeshef, fils de Ramsès III, qui ont aussi porté ce titre[7].

Le prince n'est plus attesté après la deuxième décennie du règne. Si rien ne permet de savoir quand est-ce que le prince est mort, il n'a en tout cas pas succédé en tant que prince héritier à son demi-frère aîné Ramessou, qui a peut-être vécu jusqu'à l'an 52, son successeur étant son frère cadet Khâemouaset. Il a peut-être été enterré dans la tombe KV5, mais l'état de cette dernière ne permet pas d'en être certain.